# Ted Poe

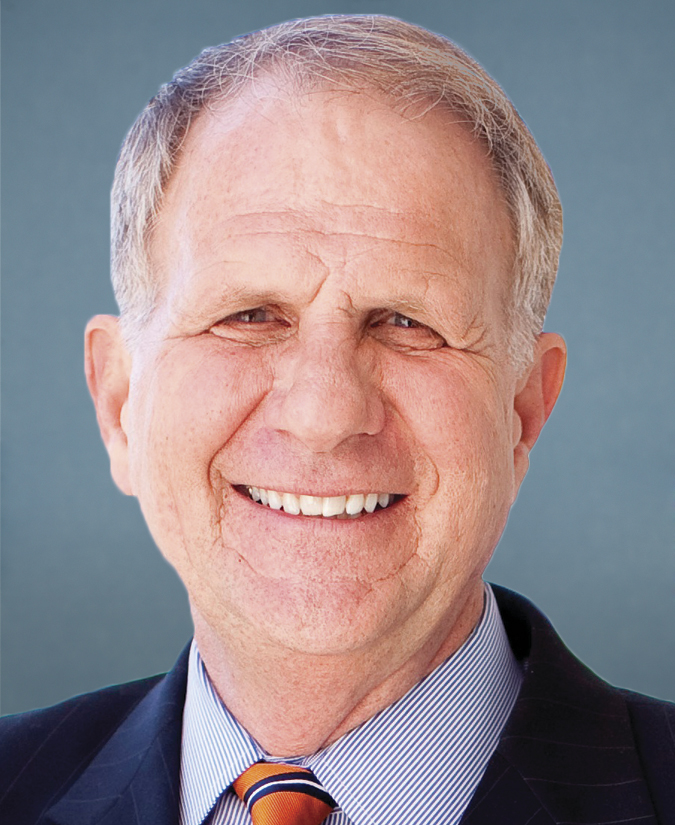
Ted Poe (2011)

Lloyd „Ted“ Poe (* 10. September 1948 in Temple, Texas) ist ein US-amerikanischer Politiker der Republikanischen Partei. Von 2005 bis 2019 vertrat er den Bundesstaat Texas im US-Repräsentantenhaus.

## Werdegang
Ted Poe studierte bis 1970 an der Abilene Christian University in Politische Wissenschaften. Zwischen 1970 und 1976 gehörte er der Reserve der United States Air Force an. Nach einem Jurastudium an der University of Houston und seiner 1973 erfolgten Zulassung als Rechtsanwalt begann er in diesem Beruf zu arbeiten. Von 1973 bis 1981 war er Bezirksstaatsanwalt im Harris County. Danach war er bis 2003 im gleichen Bezirk als Richter tätig.
Bei der Wahl 2004 wurde er im zweiten Kongresswahlbezirk von Texas in das US-Repräsentantenhaus in Washington D.C. gewählt, wo er am 3. Januar 2005 die Nachfolge des Demokraten Jim Turner antrat. Stets wiedergewählt, zuletzt 2016, lief sein Mandat bis zum 3. Januar 2019. Er war Mitglied im Justizausschuss und im Auswärtigen Ausschuss sowie in insgesamt sechs Unterausschüssen. Er vertrat im Wesentlichen die Positionen seiner Partei und war Mitglied des der Tea-Party-Bewegung nahestehenden Tea Party Caucus sowie des konservativen Republican Study Committee. Er trat bei der Wahl 2018 nicht wieder an. Sein Nachfolger ist der Republikaner Dan Crenshaw.
Poe ist verheiratet und lebt privat in Humble.